# Джонс, Нейт
Натаниэль Генри «Нейт» Джонс (англ. Nathaniel Henry "Nate" Jones; род. 18 августа 1972, Чикаго) — американский боксёр, представитель тяжёлой весовой категории. Выступал за сборную США по боксу в середине 1990-х годов, бронзовый призёр летних Олимпийских игр в Атланте, победитель национальных турниров «Золотые перчатки». В период 1997—2002 годов боксировал на профессиональном уровне. Также известен как тренер по боксу, член команды Флойда Мейвезера младшего.

## Биография
Нейт Джонс родился 18 августа 1972 года в Чикаго, штат Иллинойс.

### Любительская карьера
В 1994 и 1995 годах выигрывал национальные турниры «Золотые перчатки» в тяжёлой весовой категории. Принял участие в матчевой встрече со сборной Кубы, в рамках которой встретился с выдающимся кубинском боксёром Феликсом Савоном и уступил ему со счётом 2:6.
Занял первое место на олимпийском отборочном турнире в Окленде, на американском предолимпийском турнире в Огасте взял верх над своим главным конкурентом в национальной сборной Дэваррилом Уильямсоном. Благодаря череде удачных выступлений удостоился права защищать честь страны на летних Олимпийских играх 1996 года в Атланте — в стартовом поединке досрочно ввиду явного преимущества победил представителя Великобритании Фола Окесола, затем благополучно прошёл китайца Тао Цзяна, но на стадии полуфиналов потерпел поражение от представлявшего Канаду нигерийца Дэвида Дефиагбона и таким образом получил бронзовую олимпийскую медаль.

### Профессиональная карьера
Вскоре после Олимпиады в 1997 году Джонс успешно дебютировал на профессиональном уровне. В течение трёх последующих лет одержал на профессиональном ринге 16 побед, не потерпев при этом ни одного поражения (в одном из его поединков была зафиксирована ничья). В 2000 году завоевал титул чемпиона по версии Североамериканской боксёрской ассоциации в тяжёлом весе.
Впервые проиграл в марте 2001 года во время первой защиты своего чемпионского пояса — его противостояние с нигерийцем Фрайдеем Ахунаньей продлилось все 12 раундов, и в итоге судьи раздельным решением отдали победу его сопернику. После этого поражения Джонс продолжил выходить на ринг, в феврале 2002 года претендовал на титул WBO NABO, но проиграл техническим нокаутом действующему чемпиону Леймону Брюстеру. Через какое-то время после этого поединка врачи диагностировали ему замедление двигательных рефлексов и ухудшение речи, в результате чего он принял решение завершить карьеру профессионального спортсмена.

### Дальнейшая деятельность
Джонс находится в дружеских отношениях с Флойдом Мейвезером младшим, вместе с которым выступал на Олимпийских играх в Атланте в составе американской национальной сборной. В течение многих лет он находился в тренерском штабе Мейвезера, в частности исполнял роль помощника тренера в ходе подготовки к боям с Рикки Хаттоном и Мэнни Пакьяо. Его также называют "стратегом" промоуторской компании Мейвезера «The Money Team».